# Trịnh Mục công
Trịnh Mục công (chữ Hán: 鄭穆公; 649 TCN – 606 TCN), còn gọi là Trịnh Mâu công (鄭繆公), tên thật là Cơ Tử Lan (姬子蘭), là vị vua thứ chín của nước Trịnh - chư hầu nhà Chu trong lịch sử Trung Quốc. Ông trị vì từ năm 627 TCN đến năm 606 TCN, tổng 22 năm.
Ông có bảy người con trai, về sau trở thành 7 thế lực lớn của nước Trịnh, thường thay phiên nhau thâu tóm quyền hành các vị Công tước nước Trịnh, đó gọi là Thất Mục.

## Lên ngôi vua
Cơ Tử Lan là con của Trịnh Văn công, vua thứ 8 của nước Trịnh. Mẹ ông là Yến Cật (燕姞). Năm 649 TCN, mẹ ông nằm mộng thấy hoa lan, nói với Trịnh Văn công. Trịnh Văn công cho là điềm tốt, từ đó sủng ái Yến Cật. Ít lâu sau Yến Cật sinh một người con trai, Trịnh Văn công yêu mến, đặt tên là Tử Lan (子蘭).
Về sau, Trịnh Văn công lấy Trần Quy (陳媯), vợ của chú là Trịnh Tử Anh sinh ra Tử Hoa (子華) và Tử Tang (子臧). Và rồi, khi Tử Hoa và Tử Tang nổi loạn chống lại Văn công bị giết, Trịnh Văn công sau đó đuổi hết các công tử khỏi nước Trịnh. Tử Lan trốn sang nước Tấn.
Năm 629 TCN, Tấn Văn công hội quân với Tần Mục công đánh Trịnh, có dẫn Tử Lan theo. Tấn Văn công vốn thích Tử Lan, ép Trịnh Văn công lập ông làm thế tử nước Trịnh và giết đại phu Thúc Thiêm, Thúc Thiêm bèn tự sát. Tuy nhiên, Tấn Văn công không chịu lui quân, đòi gặp Trịnh Văn công. Trịnh Văn công sai người gặp Tần Mục công, phân tích khuyên Tần Mục công rút quân, Tấn Văn công thấy thế cũng muốn rút quân, yêu cầu nước Trịnh lập công tử Lan làm Thế tử. Trịnh Văn công nghe theo.
Năm 628 TCN, Trịnh Văn công qua đời, thế tử Lan lên làm vua, tức Trịnh Mục công. Năm đó ông 22 tuổi.

## Quan hệ với chư hầu

### Được Huyền Cao ngăn quân Tần
Năm 628 TCN, cùng khi Trịnh Văn công mất thì Tấn Văn công qua đời. Nước Trịnh có người muốn bán nước bèn sang nói với Tần Mục công nên tập kích nước Trịnh đang sơ hở phòng bị. Dù Bách Lý Hề và Kiển Thúc can ngăn nhưng Tần Mục công không nghe theo, quyết điều quân đánh chiếm nước Trịnh và đánh luôn nước Tấn đang có tang.
Năm 627 TCN, 3 tướng Tần là Tây Khất Thuất và Bạch Ất Bính đem quân đánh nước Trịnh. Đến đất Hoạt, có người buôn trâu bò tên là Huyền Cao buôn bán ở đất nhà Chu thấy quân Tần tập kích nước mình, vội mang 20 con trâu dâng cho quân Tần, giả là vâng mệnh Trịnh Mục công đến và phao tin nước Trịnh đã phòng bị rồi.
Ba tướng Tần nghe thấy báo nước Trịnh đã phòng thủ bèn không đánh Trịnh nữa mà diệt ấp Hoạt là chỗ biên cương nước Tấn, sau đó bị quân Tấn đánh cho đại bại ở đất Hào.

### Giữa Tấn và Sở
Anh khác mẹ của Trịnh Mục công là công tử Hà, bị đuổi sang nước Sở, nước Sở lại đem quân đánh Trịnh nhằm phế Mục công để đưa Tử Hà lên làm vua, nhưng bị đẩy lui, công tử Hà bị giết.
Trịnh Mục công ngả theo nước Tấn. Ông hội binh cùng vua Tấn và nước Trần đi đánh nước Hứa vì Hứa theo Sở. Năm 625 TCN, Trịnh Mục công đi hội chư hầu ở đất Thùy Lũng. Sau đó, ông hội binh với quân Tấn, Trần, Tống cùng đánh nước Tần, đánh bại quân Tần ở đất Uông.
Sang năm sau, ông cùng liên quân đánh nước Thẩm, phá vỡ nước Thẩm.
Năm 619 TCN, Tấn Linh công còn nhỏ lên ngôi, Sở Mục vương bèn đem quân đánh nước Trịnh để tranh ngôi bá chủ. Năm 618 TCN quân Sở đánh Trịnh. Đại phu Triệu Thuẫn nước Tấn bèn hội quân các nước Tống, Vệ, Hứa đi cứu Trịnh. Trong khi quân Tấn chưa tới thì quân Sở đã bắt được 3 tướng Trịnh, Trịnh Mục công phải dâng lễ vật cầu hoà, Trần Cung công nghe vậy xin hàng. Sở Mục vương bèn hội các nước Trịnh, Trần, Sái, rồi cùng xuất binh đánh Tống, Tống Chiêu công phải đích thân đến dâng lễ vật và hội thề với Sở. Sở Mục vương lui quân.
Năm 612 TCN, Trịnh Mục công đến triều cống nước Tấn. Năm sau, 611 TCN nghe tin Tống Chiêu công bị giết, Trịnh hội quân với các nước Tấn, Tào, Trần đánh Tống Văn công tội giết anh. Nhưng sau đó liên quân chấp nhận vua mới nước Tống và rút quân.
Năm 608 TCN, Trịnh Mục công lại theo Sở Trang vương cùng mang quân đánh nước Trần và nước Tống vì cớ Trần Linh công dự hội thề với nước Tấn. Đại phu Triệu Thuẫn nước Tấn mang quân đi cứu nước Trần, Tống. Sau khi giải vây, quân Sở và Trịnh rút lui. Trần Linh công lại hội binh với Tấn và Tống cùng đánh Trịnh. Tướng Sở là Vỉ Giả cứu Trịnh, bắt được tướng Tấn là Giải Dương. Quân Tấn phải rút lui.
Năm 607 TCN, Hoa Nguyên nước Tống đem quân đánh Trịnh, nhưng thất bại, bị quân Trịnh bắt. Tống Văn công bèn đem của cải đút lót cho nước Trịnh chuộc Hoa Nguyên. Trịnh Mục công thả Hoa Nguyên về.
Mùa hè năm 607 TCN, Triệu Xuyên nước Tấn hợp binh các nước Tống, Vệ cùng đánh Trịnh. Tướng Sở là Đấu Tiêu đóng quân cứu Trịnh. Liên quân phải rút về.
Năm 606 TCN, Trịnh Mục công qua đời, thọ 44 tuổi. Ông ở ngôi được 22 năm. Thế tử Cơ Tử Di lên nối ngôi, tức Trịnh Linh công.
Từ thời Tề Tương công, hậu duệ của Trịnh Mục công là các gia tộc Tứ thị, Hãn thị, Quốc thị, Lương thị, Ấn thị, Du thị, Phong thị luân phiên chấp chính, gọi gộp là Thất Mục.

## Gia đình
- Thân phụ: Trịnh Văn công Cơ Tiệp.
- Thân mẫu: Yến Cật (燕姞), người nước Nam Yên.
- Anh em:

1. Tử Hoa (子華).
2. Tử Tang (子臧).
3. Tử Sĩ (子士).
4. Tử Hà (子瑕).
5. Tử Du Di (子俞彌).

- Công tử:

1. Trịnh Linh công, tức Tử Di (子夷), do Thiếu phi Diêu Tử sinh ra.
2. Trịnh Tương công, tức Tử Kiên (子坚).
3. Công tử Khứ Tật (公子去疾), tự Tử Lương (子良).
4. Công tử Hỉ (公子喜), tự Tử Hãn (子罕).
5. Công tử Phi (公子騑), tự Tử Tứ (子驷).
6. Công tử Thư (公子舒), tự Tử Ấn (子印).
7. Công tử Phát (公子发), tự Tử Quốc (子国).
8. Công tử Yển (公子偃), tự Tử Du (子游).
9. Công tử Bình (公子平), tự Tử Phong (子丰).
10. Tử Nhiên (子然), thủy tổ họ Nhiên.
11. Công tử Gia (公子嘉), tự Tử Khổng (子孔).
12. Công tử Huy (公子挥), tự Tử Vũ (子羽).
13. Công tử Chí (公子志).

- Công chúa:

1. Hạ Cơ, mẹ là Diêu Tử, sau gả cho Hạ Ngự Thúc nước Trần, sinh Hạ Trưng Thư.